# 天高增二
金牛座106，又名BD+20 885，HD 32977、SAO 76971、HR 1658，是金牛座的一颗恒星，视星等为5.3，位于銀經182.4，銀緯-11.85，其B1900.0坐标为赤經5h 1m 53.2s，赤緯+20° -11.85′ 12″。